# Atletica leggera ai XVII Giochi del Mediterraneo - 200 metri piani femminili
Le gare di atletica leggera nella categoria 200 metri piani femminili si sono tenute il 26 giugno 2013 al Nevin Yanıt Atletizm Kompleksi di Mersin.

## Calendario
Fuso orario EET (UTC+3).
| Data      | Ora   | Turno    |
| --------- | ----- | -------- |
| 26 giugno | 19:00 | Batterie |
| 26 giugno | 20:35 | Finale   |

## Risultati
I 10 atleti vengono inquadrati in due batterie da 5 velociste ciascuna. Si qualificano alla finale i primi otto tempi.

### Batterie
| Pos. | Nome                    | Nazione  | Tempo | Batt. | Corsia | Note |
| ---- | ----------------------- | -------- | ----- | ----- | ------ | ---- |
| 1    | Libania Grenot          | Italia   | 23"59 | 1     | 4      | Q    |
| 1    | Eleni Artymata          | Cipro    | 23"59 | 2     | 5      | Q    |
| 3    | Nimet Karakuş           | Turchia  | 23"71 | 1     | 5      | Q    |
| 4    | Anna Ramona Papaioannou | Cipro    | 23"77 | 1     | 2      | Q    |
| 5    | Grigoria Keramida       | Grecia   | 23"95 | 2     | 6      | Q    |
| 6    | Kristina Žumer          | Slovenia | 23"96 | 1     | 6      | Q    |
| 7    | Estela García Villalta  | Spagna   | 24"05 | 1     | 3      | Q    |
| 8    | Sabina Veit             | Slovenia | 24"09 | 2     | 3      | Q    |
| 9    | Carima Louami           | Francia  | 24"14 | 2     | 4      |      |
| 10   | Souheir Bouali          | Algeria  | -     | 2     | 2      | DNS  |

### Finale
| Pos. | Atleta                  | Nazionalità | Tempo | Corsia | Note |
| ---- | ----------------------- | ----------- | ----- | ------ | ---- |
|      | Eleni Artymata          | Cipro       | 23"18 | 4      |      |
|      | Libania Grenot          | Italia      | 23"20 | 6      |      |
|      | Nimet Karakuş           | Turchia     | 23"40 | 5      |      |
| 4    | Estela García Villalta  | Spagna      | 23"65 | 1      |      |
| 5    | Anna Ramona Papaioannou | Cipro       | 23"66 | 2      |      |
| 6    | Sabina Veit             | Slovenia    | 23"75 | 8      |      |
| 7    | Kristina Žumer          | Slovenia    | 23"75 | 7      |      |
| 8    | Grigoria Keramida       | Grecia      | 23"99 | 3      |      |